# Dendronotidae
Dendronotidae (лат.) — семейство голожаберных брюхоногих моллюсков (Dendronotoidea, Cladobranchia).

## Распространение
Семейство встречается по всему миру в основном в Северном полушарии в холодных и тёплых морях Атлантического, Тихого и Северного Ледовитого океанов (и частично Индийского, около Индонезии).

## Описание
Голожаберные морские брюхоногие моллюски. Животные этого семейства имеют удлиненное тело с многочисленными ветвящимися цератами на спинной стороне. Цераты содержат отростки пищеварительной железы, которые у разных видов различны по протяженности. На голове имеется ротовая завеса с ветвящимися отростками. Ламеллярные ринофоры окружены оболочкой и ветвистыми расширениями.
Внешне очень похожи на Tritoniidae, но имеют густо разветвленные ветвистые отростки. В остальном внутренние различия разделяют эти два семейства. Дендронотиды питаются гидроидами и анемонами цериантидами

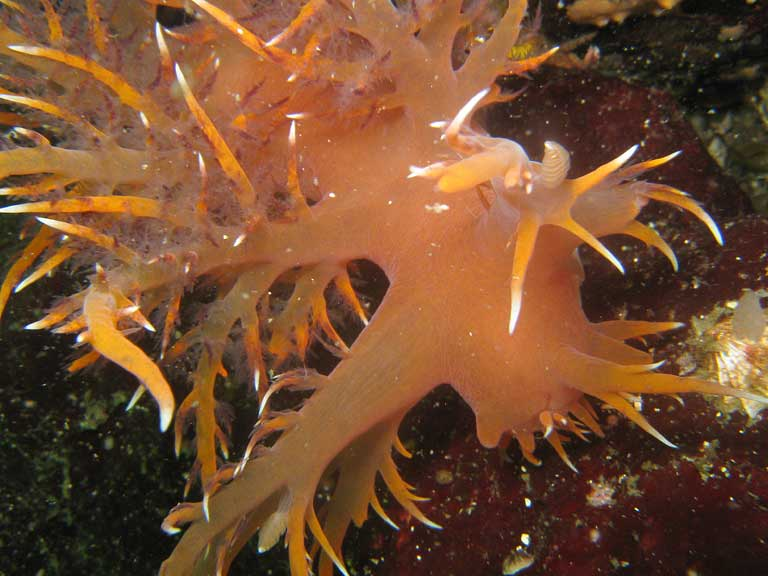
Dendronotus iris
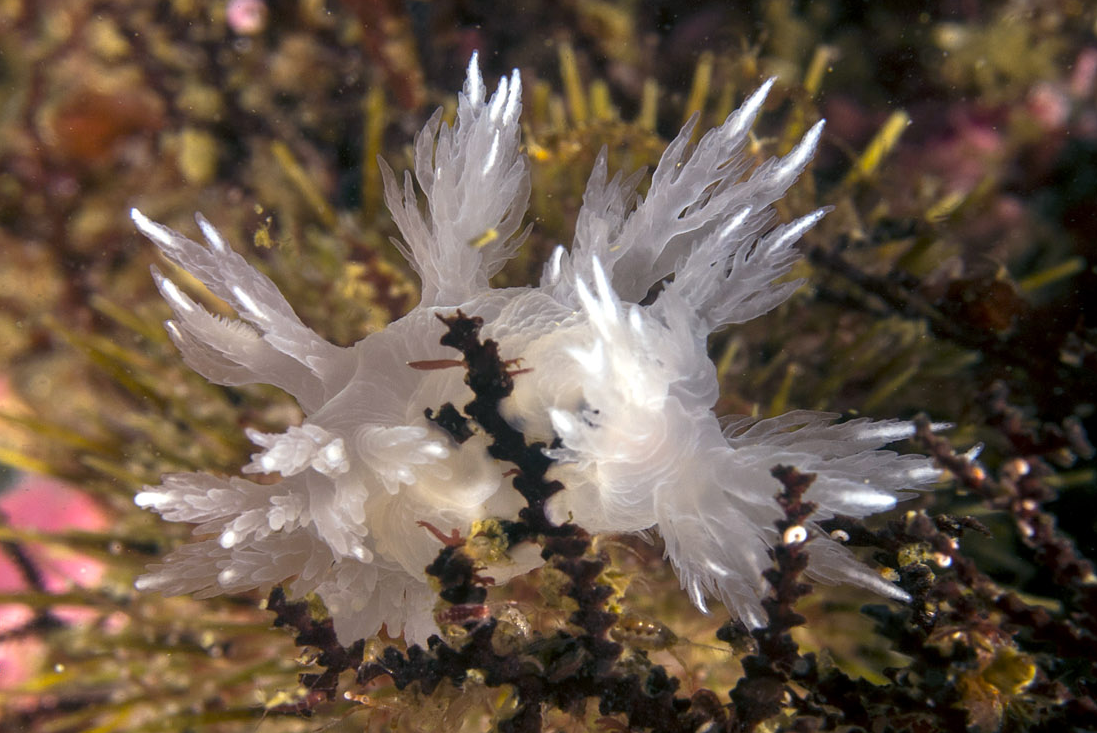
Dendronotus dalli

## Систематика
Было описано около 40 видов, 3 рода.
- Dendronotus Alder & Hancock, 1845
  - Dendronotus albopunctatus Robilliard, 1972
  - Dendronotus albus MacFarland, 1966 (synonym: Dendronotus diversicolor Robilliard, 1972)
  - Dendronotus arcticus Korshunova, Sanamyan, Zimina, Fletcher & Martynov, 2016
  - Dendronotus bathyvela Martynov, Fujiwara, Tsuchida, R. Nakano, N. Sanamyan, K. Sanamyan, Fletcher & Korshunova, 2020
  - Dendronotus claguei Valdés, Lundsten & N. G. Wilson, 2018
  - Dendronotus comteti Valdés & Bouchet, 1998
  - Dendronotus dalli Bergh, 1879
  - Dendronotus elegans A. E. Verrill, 1880
  - Dendronotus europaeus Korshunova, Martynov, Bakken & Picton, 2017
  - Dendronotus frondosus (Ascanius, 1774) (synonyms: D. arborescens, D. reynoldsi)
  - Dendronotus gracilis Baba, 1949
  - Dendronotus iris J.G. Cooper, 1863 (synonym D. giganteus)
  - Dendronotus jamsteci Martynov, Fujiwara, Tsuchida, R. Nakano, N. Sanamyan, K. Sanamyan, Fletcher & Korshunova, 2020
  - Dendronotus kalikal Ekimova, Korshunova, Schepetov, Neretina, Sanamyan & Martynov, 2015
  - Dendronotus kamchaticus Ekimova, Korshunova, Schepetov, Neretina, Sanamyan & Martynov, 2015
  - Dendronotus lacteus (W. Thompson, 1840)
  - Dendronotus nordenskioeldi Korshunova, Bakken, Grøtan, Johnson, Lundin & Martynov, 2020
  - Dendronotus patricki Stout, N. G. Wilson & Valdés, 2011
  - Dendronotus primorjensis Martynov, Sanamyan & Korshunova, 2015
  - Dendronotus robilliardi Korshunova, Sanamyan, Zimina, Fletcher & Martynov, 2016
  - Dendronotus robustus Verrill, 1870
  - Dendronotus rufus O’Donoghue, 1921
  - Dendronotus subramosus MacFarland, 1966
  - Dendronotus velifer G. O. Sars, 1878
  - Dendronotus venustus MacFarland, 1966
  - Dendronotus yrjargul Korshunova, Bakken, Grøtan, Johnson, Lundin & Martynov, 2020
  - Dendronotus zakuro Martynov, Fujiwara, Tsuchida, R. Nakano, N. Sanamyan, K. Sanamyan, Fletcher & Korshunova, 2020
- Cabangus Korshunova, Bakken, Grøtan, K. B. Johnson, Lundin & Martynov, 2020[4]
  - Cabangus noahi (Pola & Stout, 2008) (= Dendronotus noahi Pola & Stout, 2008)[7]
  - Cabangus regius (Pola & Stout, 2008)
- Pseudobornella Baba, 1932
  - Pseudobornella orientalis Baba, 1932[8]